# Antarctic Development Squadron Six

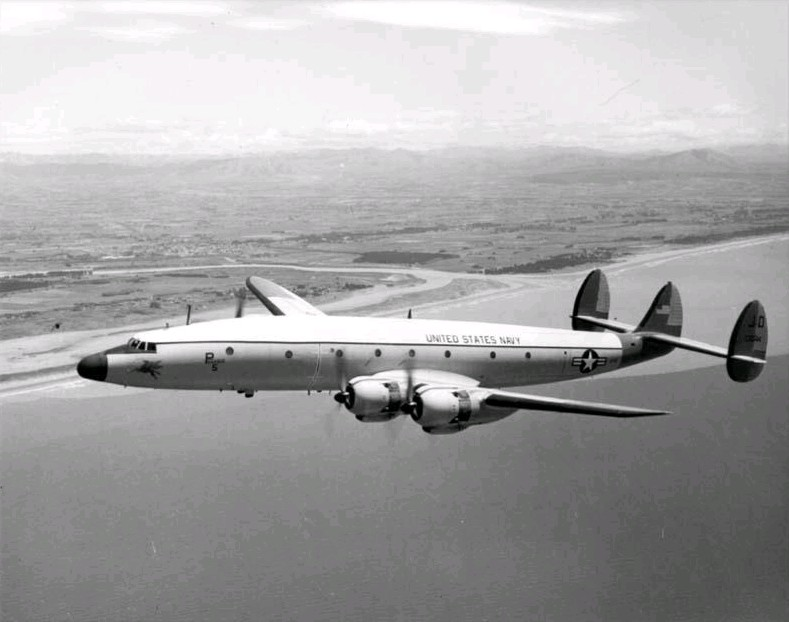
Un Lockheed C-121J Constellation della squadriglia VX-6 in volo nei pressi di Christchurch il 27 novembre 1965. L'aereo, battezzato come Pegasus, si schiantò sulla pista dell'aeroporto Williams, presso la stazione McMurdo, l'8 ottobre 1970. In suo onore fu poi battezzato l'aeroporto Pegasus, sempre presso la base McMurdo.

L'Antarctic Development Squadron Six (VXE-6 o ANTARCTIC DEVRON SIX), i cui membri sono comunemente chiamati con il soprannome puckered penguins, letteralmente "pinguini raggrinziti", è stata una squadriglia aerea della marina militare statunitense con sede presso la base aeronavale di Point Mugu, in California, e con basi operative presso la stazione McMurdo, in Antartide, e presso Christchurch, in Nuova Zelanda.

Nata come Air Development Squadron Six (VX-6 o AIRDEVRON SIX), squadriglia ufficialmente istituita il 17 gennaio 1955 presso la base aeronavale del fiume Patuxent, in Maryland, essa aveva il compito di svolgere operazioni di supporto alle varie operazioni Deep Freeze, il nome in codice con cui sono indicate tutte quelle missioni che hanno come obbiettivo il rifornimento delle basi antartiche statunitensi, tutte coordinate dalle forze armate.
Utilizzando il tail code XD fino al 1957 e JD dal 1957 al 1999, nel corso degli anni la squadriglia VX-6, e la seguente VXE-6, hanno avuto in dotazione diversi tipi di aeroplani ed elicotteri, spesso effettuando con essi vere e proprie imprese pionieristiche, quali ad esempio il primo collegamento aereo tra Antartide e Nuova Zelanda, realizzato nel 1955, il primo atterraggio al Polo Sud, effettuato nel 1956 con un R4D Skytrain dotato di pattini, la prima evacuazione d'emergenza in pieno inverno, effettuata nel 1961 trasportando il paziente dalla stazione Byrd a Christchurch, e diverse altre ancora.
Il 1º gennaio 1969, la squadriglia VX-6 fu ribattezzata come Antarctic Development Squadron Six (VXE-6) e nel 1974 la sua sede fu spostata alla base aeronavale di Point Mugu, in California.
Dopo la chiusura delle operazioni estive australi alla Base Amundsen-Scott, nel febbraio 1999, lo squadriglia tornò come di consueto alla base aeronavale di Point Mugu e, il 31 marzo 1999, fu ufficialmente decomissionata.
Nel corso dei 14 anni di esistenza della squadriglia VX-6, ben 16 militari a essa appartenenti, a cui si aggiunge un civile, persero la vita in Antartide, durante le varie missioni delle operazioni Deep Freeze. Nei 30 anni di attività come VXE-6, invece, le perdite furono molto inferiori: 4 militari e 3 civili.

## Storia
La storia della VX-6, e di conseguenza della VXE-6, affonda le sue radici nell'Operazione Highjump, la quarta spedizione antartica condotta dal contrammiraglio della marina statunitense Richard Evelyn Byrd. L'operazione iniziò il 26 agosto 1946 con lo scopo di sviluppare il programma antartico statunitense esplorando, con missioni di ricognizione aerea, una vasta porzione del continente antartico. Nel febbraio 1947, alla conclusione dell'operazione, a cui in tutto presero parte 4 700 uomini, 13 navi e diversi aerei, la squadriglia aerea, antesignana della VX-6, aveva mappato circa 8900 km di costa e 3900000 km² dell'entroterra antartico.
A partire dal 1946, inoltre, la marina militare statunitense iniziò a formare delle squadriglie volte allo sviluppo di tattiche e tecniche aeronautiche, poste sotto la direzione della Operational Development Force, ribattezza nel 1959 come Operational Test & Evaluation Force (OPTEVFOR). Il 17 gennaio 1955, la VX-6 fu l'ultima delle sei squadriglie istituite, designate come VX-1 (codice di coda XA), VX-2 (codice di coda XB), VX-3 (codice di coda XC), VX-4 (codice di coda XF), VX-5 (codice di coda XE) e VX-6 (codice di coda XD).
Nel tempo, le squadriglie furono ridotte a 4 e, il 1º gennaio 1969, furono ribattezzate come "squadriglie di sviluppo e valutazione aerea", con le loro designazioni che cambiarono da VX-1, VX-4, VX-5 e VX-6 a VXE-1, VXE-4, VXE-5 e VXE-6.

### Operazione Deep Freeze I e II
In previsione dell'anno geofisico internazionale (IGY), indetto dal luglio 1957 al dicembre 1958, fu sottoscritto uno sforzo collaborativo tra quaranta nazioni al fine di condurre studi di scienze della Terra dal Polo Nord al Polo Sud. Gli USA, assieme assieme ad altre nazioni, decisero di dedicarsi in particolar modo all'antartico, la regione meno esplorata del pianeta con lo scopo di arricchire la conoscenza mondiale dell'idrografia, dei sistemi meteorologici, dei movimenti glaciali e della vita marina dell'Antartide. Il governo incaricò dello svolgimento e del coordinamento di tutta questa mole di lavoro la marina militare, la quale avrebbe avuto il supporto di tutta la comunità scientifica statunitense, e così, il 17 gennaio 1955, fu costituita la squadriglia VX-6 e, il 1º febbraio successivo, fu istituita la Task Force 43, avente lo scopo di fornire tutto il supporto logistico necessario al fine di garantire il successo delle missioni antartiche, il che significava in primis la realizzazione di piste aeree, aeroporti e stazioni scientifiche che avrebbero permesso ai ricercatori di portare avanti i vari progetti sul suolo antartico. A partire dal novembre dello stesso anno, la Task Force 43 diede inizio alla prima Operazione Deep Freeze, durata fino all'aprile 1956, nel corso della quale fu approntata una stazione di ricerca permanente e fu aperta la strada a ricerche più approfondite che si sarebbero svolte nelle operazioni successive.
Quella prima stagione, la squadriglia VX-6 completò nove voli esplorativi a lungo raggio. Inoltre, essa trasportò persone e materiali necessari alla realizzazione del campo base della stazione Little America V, nella baia Kainan, della struttura per le operazioni aeronavali della penisola di Hut Point, sull'isola di Ross, della prima stazione al Polo Sud, oggi chiamata Old Pole, e di altre quattro basi nel continente. Il 20 dicembre 1955, due Lockheed P2V-2 Neptune e due R5D Skymaster stabilirono il primo collegamento aereo tra l'Antartide e la Nuova Zelanda con un volo da Christchurch alla stazione McMurdo.
Dopo il suo ritorno dalla prima operazione Deep Freeze, nel febbraio 1956, la squadriglia VX-6 fu trasferita alla base aeronavale di Quonset Point, nel Rhode Island, vicino alla base di Camp Endicott, allora sede del battaglione di genieri della marina incaricati di costruire le strutture richiesta dal Programma Antartico, compresi i capanni Quonset, il cui nome deriva proprio dal nome di sito di produzione. Nel settembre dello stesso anno, il tenente comandante Ray E. Hall disegnò la prima versione di Puckered Pete, personaggio che divenne in seguito la mascotte ufficiale della squadriglia.

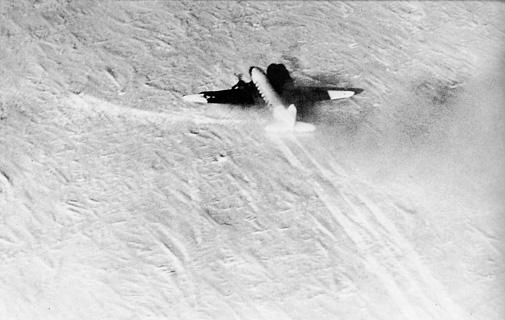
Il Que Sera Sera atterra al Polo Sud il 31 ottobre 1956.

Il 31 ottobre 1956, nel corso della seconda operazione Deep Freeze, il contrammiraglio George J. Dufek, a capo delle operazioni già dall'anno precedente, ed altri membri dell'operazione effettuarono, nel corso di una delle spedizioni compiute in vista dell'IGY, il primo atterraggio di sempre al Polo Sud. Oltre ad essere la prima volta che uno statunitense mise piede al Polo Sud, quell'atterraggio segnò anche l'inizio della costruzione della prima base permanente al Polo Sud, oggi chiamata base Amundsen-Scott; sempre nel 1956, infatti, un altro R4D trasportò in loco il primo gruppo di 11 genieri e 11 cani da slitta che, equipaggiati con tende e materiali da costruzione, diedero inizio alla realizzazione della base. L'aereo dell'impresa, un R4D Skytrain chiamato Que Sera, Sera, come la famosa canzone, all'epoca pilotato dal comandante Conrad S. Shinn, è oggi esposto al National Museum of Naval Aviation di Pensacola, in Florida.

### 1957 - 1969

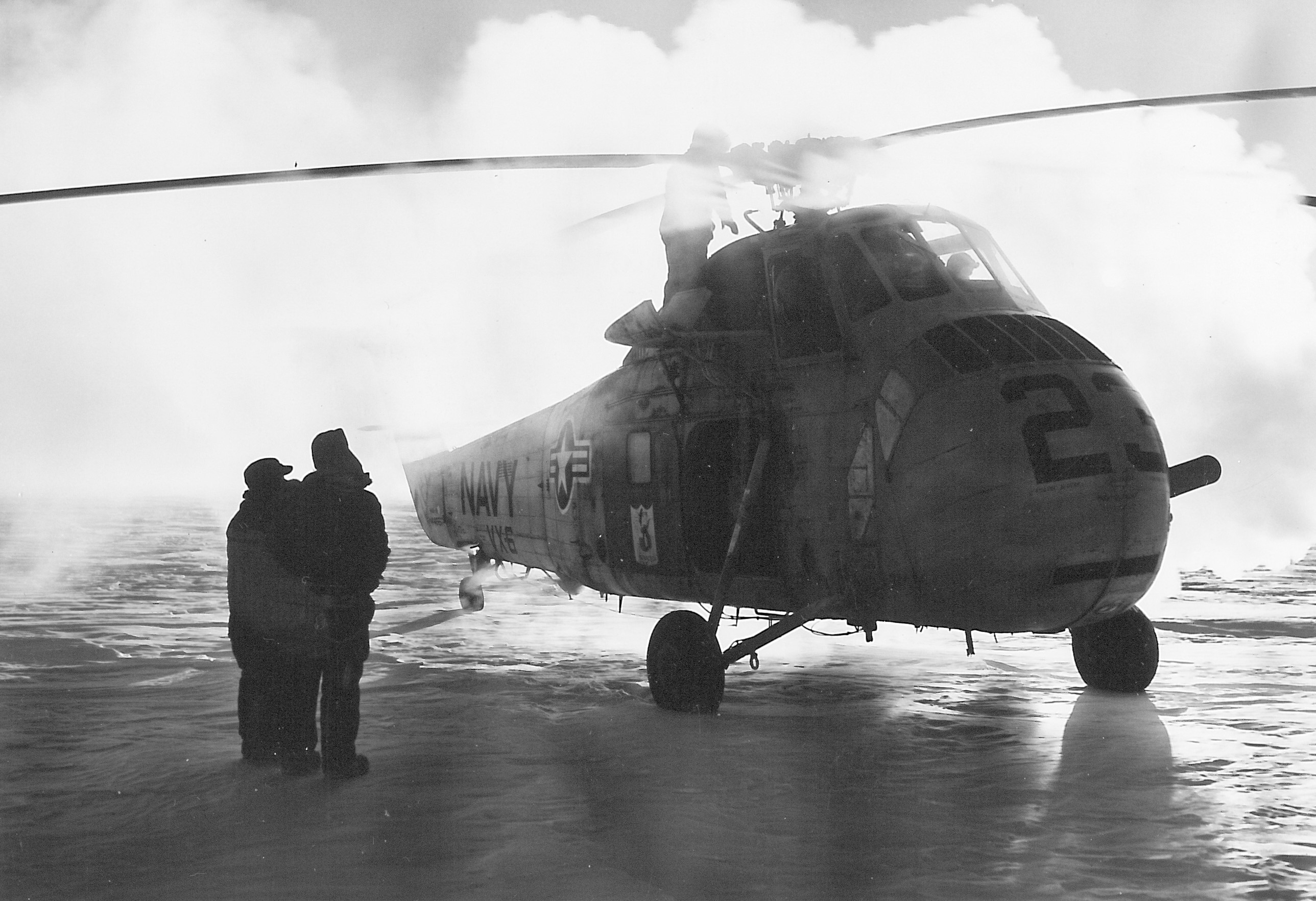
Un elicottero della squadriglia VX-6 viene controllato mentre si trova su una piattaforma glaciale, il 2 aprile 1960.

Negli anni successivi, la squadriglia VX-6, a cui nel frattempo fu modificato il codice di coda in JD, fu sempre al servizio delle operazioni Deep Freeze che si susseguirono nelle varie stagioni estive antartiche, compiendo quasi ogni anno qualcosa di mai fatto prima. Così, nel gennaio 1958, presso punta Marble, un UC-1 Otter della squadriglia realizzò il primo atterraggio su ruote mai effettuato su suolo antartico.

Ancora, il 10 aprile 1961, la squadriglia realizzò la prima evacuazione aerea per motivi medici mai effettuata dall'Antartide nella stagione invernale, quando il C-130BL Hercules pilotato da Lloyd E. Newcomer decollò dalla base di Quonset Point e, dopo aver fatto tappa a Christchurch, partì alla volta della stazione Byrd per evacuare lo scienziato sovietico Leonid Kuperov, il tutto coprendo una distanza di poco inferiore ai 21000 km.

Quasi due anni dopo, il 22 febbraio 1963, William H. Everett pilotò un LC-130F Hercules della VX-6 con a bordo, tra gli altri, il comandante James R. Reedy, per quello che all'epoca fu il più lungo volo mai effettuato nei cieli antartici, sorvolando luoghi mai visti prima, in un viaggio di 3470 km, durato 10 ore e 40 minuti e partito dalla stazione McMurdo con destinazione la catena di Shackleton, nella Terra di Coats, e ritorno.

Durante l'operazione Deep Freeze successiva, nel febbraio 1964, un LC-130 Hercules della squadriglia portò a termine la prima consegna di combustibile sfuso mai effettuata in Antartide.

Il 30 settembre 1964, tre LC-130 Hercules della VX-6 decollati da Melbourne, Christchurch e Punta Arenas, atterrarono sulla pista dell'aeroporto Williams, a circa 10 km dalla stazione McMurdo; il volo decollato da Melbourne, il primo mai effettuato dall'Australia all'Antartide, sorvolò la stazione al Polo Sud lasciando cadere un sacco di posta da 25 kg destinato a coloro i quali avevano trascorso l'inverno alla base prima di atterrare alla stazione Byrd e procedere poi per la stazione McMurdo dove, con l'arrivo del contrammiraglio Reedy, fu decretato l'inizio dell'Operazione Deep Freeze della stagione estiva 1964-1965. Sempre nel 1964 la squadriglia effettuò poi il primo volo dal Sudafrica, in particolare da Città del Capo, all'Antartide, il primo volo di un aereo statunitense alla stazione sovietica Vostok e la prima dimostrazione dell'utilizzo di un obiettivo Metrogon per la fotogragia aerea ad alta risoluzione.

Il 18 giugno 1967, un LC-130F della squadriglia effettuò il primo volo programmato durante la stagione invernale in Antartide, volando da Christchurch all'aeroporto Williams. Sebbene in precedenza fossero già stati effettuati voli durante l'inverno antartico, questo fu il primo ad essere stato pianificato e a non essere stato dovuto ad emergenze.
Il 1º gennaio 1969, la squadriglia fu ribattezzata Antarctic Development Squadron Six (VXE-6).

### Anni 1970

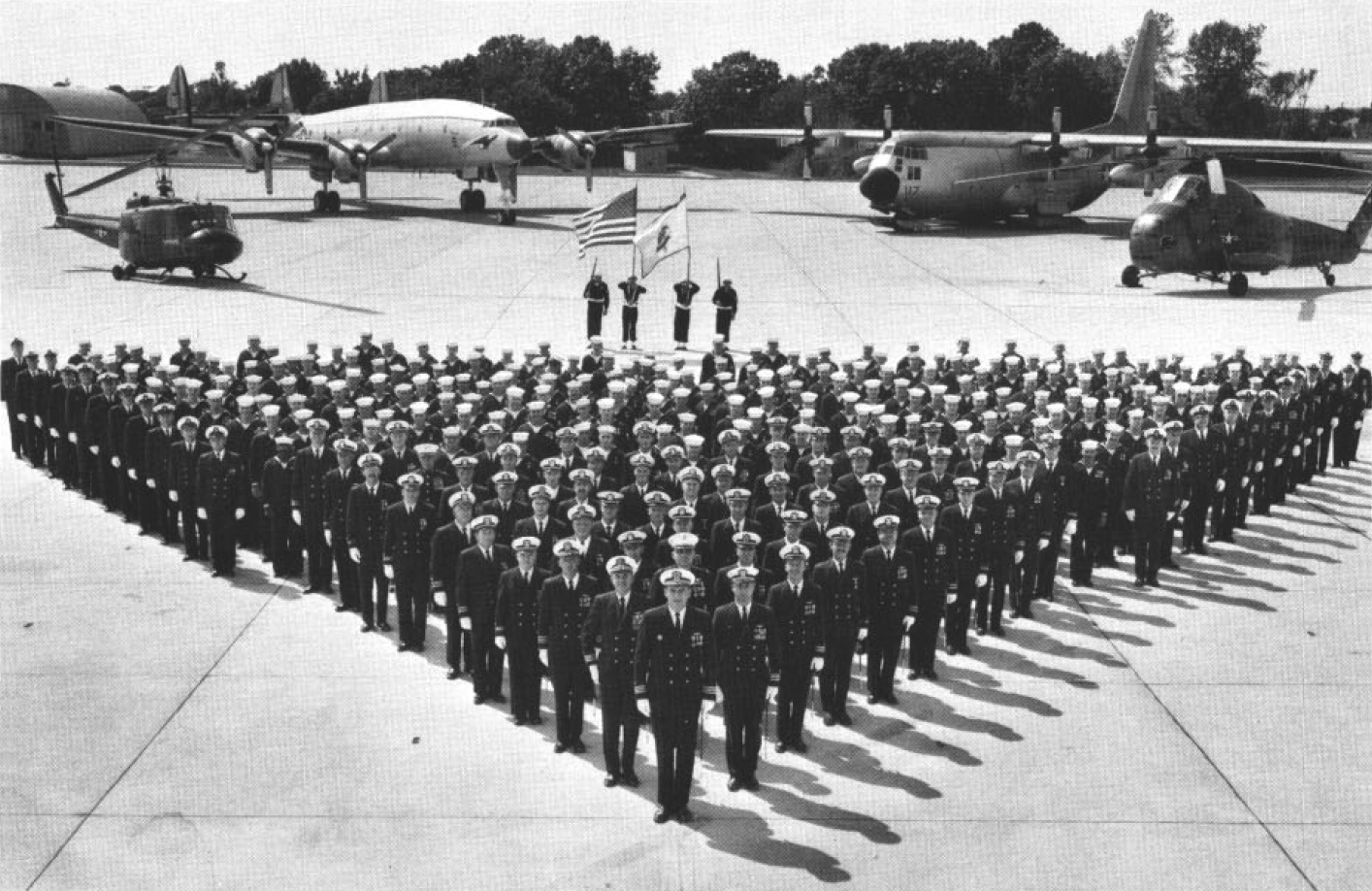
I membri della squadriglia VXE-6 posano davanti ad alcuni aeromobili in loro dotazione nel 1970.

Il 1974 segnò la fine di un'era senza incidenti per lo squadriglia: il 15 gennaio 1974, infatti, due giorni prima del 20º anniversario della propria creazione, la VXE-6 perse due aerei: il BuNo 148319 e il BuNo 159129. Il primo fu costretto a un atterraggio di emergenza quando, in fase di decollo, uno dei razzi JATO esplose danneggiandone l'ala destra, mentre il secondo, inviato in soccorso all'equipaggio del primo, non riuscì a decollare a causa del cedimento del pattino del suo carrello anteriore. Entrambi gli aerei funsero come punti di riferimento sul suolo antartico fino a quando non furono recuperati nel 1979.
Durante l'operazione Deep Freeze della stagione 1978-1979, la VXE-6 evacuò cinque militari sovietici rimasti coinvolti nello schianto di un Ilyushin Il-14 presso la base Molodyozhnaya, nella Terra di Enderby, a circa 2950 km di distanza dalla stazione McMurdo.
Il 28 novembre 1979, alle 00:50 UTC, il volo Air New Zealand 901 (TE901) si schiantò sul monte Erebus, nell'isola di Ross, provocando la morte di tutti i 257 occupanti dell'aereo. Tre ore dopo, la VXE-6 iniziò le operazioni di ricerca e soccorso - nome in codice Operazione Ovedue - inviando un LC-130R Hercules e due elicotteri UH-1N Huey alle coordinate dell'ultima posizione conosciuta del volo TE 901, circa 60 km a nord dalla stazione McMurdo. A questi si aggiunsero circa mezz'ora dopo altri sei velivoli provenienti sempre dalla McMurdo, tuttavia non fu trovato alcun superstite. Solo verso le 9:00 UTC del 29 novembre, gli elicotteri di soccorso riuscirono ad atterrare su un lato della montagna dove un aeroplano in sorvolo aveva precedentemente comunicato di aver individuato dei possibili rottami: il personale di soccorso confermò che i rottami erano quelli del volo 701 e che non c'era alcun sopravvissuto.
 Nel 2009, ben 11 membri della VXE-6 ricevettero la New Zealand Special Service Medal per gli sforzi effettuati nelle operazioni di ricerca delle vittime del volo TE 901.

### Anni 1980 e 1990

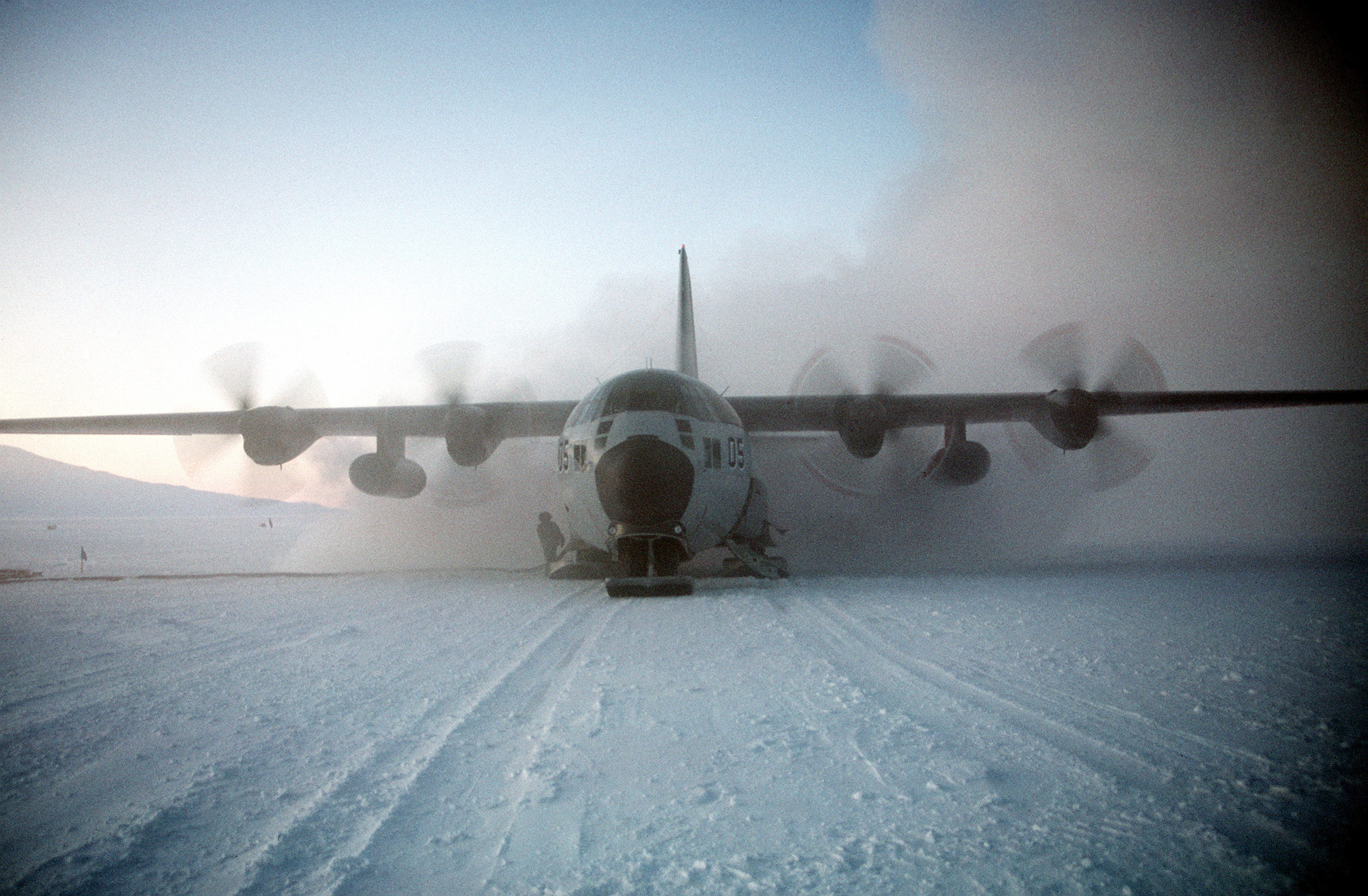
Un LC-130R Hercules in decollo dalla stazione McMurdo, fotografato nel 1987.

Nel 1988, la squadriglia VXE-6 batté nuovamente il record di distanza e durata per un singolo volo antartico, in occasione di un'evacuazione per motivi medici dalla base di ricerca sudafricana presso il nunatak Vesleskarvet, nella Terra della Regina Maud.
Nel 1990, la VXE-6 stabilì il record di quasi 8 000 passeggeri e oltre 2 700 tonnellate di merci trasportati, inclusi cinque voli di rifornimento alla stazione sovietica Vostok, battendo poi tale record nel 1993, con 4 260 tonnellate di merci e carburante trasportate. Sempre nel 1990, la squadriglia compì anche il primo atterraggio su ruote di un LC-130 Hercules su una superficie di ghiaccio blu nei pressi del ghiacciaio Beardmore.
Il 3 febbraio 1996, la VX-6 condusse la sua ultima missione antartica in elicottero; la divisione elicotteristi fu infatti formalmente soppressa nell'aprile dello stesso anno.
Il 1997 segnò l'inizio di un programma triennale avente lo scopo di trasferire i compiti di supporto logistico a lungo raggio del dipartimento di difesa per il Programma Antartico dalla marina militare all'aeronautica militare, in particolare al 109º stormo della Guardia Nazionale Aerea dello Stato di New York (NYANG). Durante la stagione estiva antartica 1996-1997, la VXE-6 operò quindi con sei aerei a cui furono aggiunti alcuni aerei della NYANG, mentre nella stagione 1997-1998, operò con cinque aerei, con le ore di volo totali della stagione suddivise equamente tra la squadriglia e la NYANG. Nella stagione 1998-1999, in cui iniziò il trasporto dei materiali per costruzione della nuova stazione al Polo Sud, terminata poi nel 2005, la VXE-6 operò con tre LC-130 e la NYANG con sei, sotto la direzione del Detachment 13, un ente appositamente costituito in sostituzione della Naval Support Force Antarctica.
Il 24 febbraio 1999, in seguito alla chiusura della stagione estiva delle operazioni della base Amundsen-Scott, gli ultimi tre LC-130R Hercules della VXE-6 fecero rientro alla base aeronavale di Point Mugu e, il 1º aprile successivo, la squadriglia fu ufficialmente decommissionata.
Nel corso della sua esistenza come VX-6 e come VXE-6, la squadriglia ha accumulato più di 200 000 ore di volo a sostegno diretto dell'attivita statuninse, principalmente rivolta alla ricerca scientifica, in Antartide, trasportando più di 195 000, e consegnando oltre di 110 000 tonnellate di merci e quasi 38 milioni di litri di carburante in numerosi siti in tutto il continente.

## Aeromobili

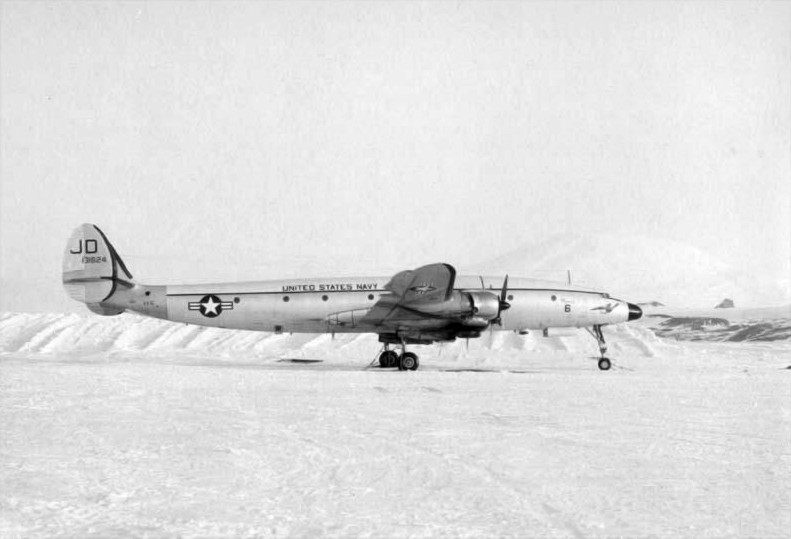
Un Lockheed C-121J Constellation della squadriglia VX-6 fotografa il 1º gennaio 1964 presso la pista dell'aeroporto Williams.

Nel corso dei suoi 44 anni totali in supporto alle operazioni Deep Freeze, la squadriglia ha avuto a disposizione diversi modelli di aeroplani, tra cui il Grumman UF-1L Albatross, l'UC-1 Otter, il Douglas Skytrain (modello R4D Skytrain e C-47), il Douglas Skymaster (modello R5D e C-54), il Lockheed Neptune (modello P2V-2 e P2V-7), il Lockheed Constellation (modello R7D e R7V) e il Lockheed LC-130 Hercules (modello LC-130F e LC-130R). Gli elicotteri invece inclusero il Sikorsky Seahorse (modello HUS-1A e HUS-1L), il Sikorsky HO4S-3 e il Bell UH-1N Twin Huey, quest'ultimo introdotto nel 1971.
Nel 1999, i tre LC-130R ancora in forza alla squadriglia VXE-6 furono convertiti in LC-130H e trasferiti al 109º stormo della NYANG.

## Incidenti
Dati gli ambienti estremi in cui la squadriglia si trovò a operare nei suoi 44 anni di esistenza, gli incidenti, anche fatali, non mancarono. Nei 14 anni di denominazione VX-6, furono in tutto furono 16 i militari assegnati alla VX-6 che persero la vita nel compimento del proprio dovere, a cui si aggiunse un civile.
Il primo incidente occorse il 18 ottobre 1956, quando un P2V-2 Neptune, a causa delle condizioni di scarsa viabilità, si schiantò in fase di atterraggio presso la stazione McMurdo uccidendo David W. Carey, Rayburn A. Hudman, Marion O. Marze e Charles S. Miller. Dopo di esso, ci furono altri quattro incidenti mortali, il 12 luglio 1957, il 4 gennaio 1959, il 9 novembre 1961 e infine il 2 febbraio 1966, quando un LC-47J si schiantò in fase di decollo sulla barriera di Ross uccidendo Ronald Rosenthal, Harold M. Morris, William D. Fordell, Richard S. Simmons, Wayne M. Shattuck e Charles C. Kelley.
La VXE-6, invece, subì tre incidenti mortali, di cui due ebbero tra le vittime dei militari della squadriglia: il primo occorse il 9 dicembre 1987, quando l'LC-130R BuNo 159131 si schiantò in fase di atterraggio presso il Sito D-59, a circa 1200 km dalla stazione McMurdo, provocando la morte di Bruce Bailey e di Donald M. Beatty, mentre il secondo avvenne il 13 ottobre 1992, quando l'elicottero UH-1N Huey BuNo 158249 si schiantò presso capo Royds, in condizioni di pessima visibilità, causando la morte dell'AMS1 Benjamin Micou e di due civili, Garth Varcoe e Terry Newport, facenti parte del programma antartico neozelandese.
Tutte le vittime degli incidenti, così come molti degli altri membri della squadriglia, sono state omaggiate dando il loro nome a una formazione geografia antartica. La stessa squadriglia è stata onorata in questo senso con il battesimo del monte VX-6, un monte della Terra Vittoria, nell'Antartide orientale.